# Castlevania: Symphony of the Night
 (septembre 2017).
Si vous disposez d'ouvrages ou d'articles de référence ou si vous connaissez des sites web de qualité traitant du thème abordé ici, merci de compléter l'article en donnant les références utiles à sa vérifiabilité et en les liant à la section « Notes et références ».
Castlevania: Symphony of the Night — titre original japonais : Akumajô Dracula X Gekka no Yasôkyoku : 悪魔城ドラキュラX 月下の夜想曲 — est un jeu vidéo de type metroidvania développé et édité par Konami en 1997 sorti sur PlayStation puis l’année suivante sur Saturn. Le jeu a été conçu par Koji Igarashi et Ayami Kojima. Cet épisode est souvent mentionné pour être l'un des meilleurs de la série Castlevania, avec l'épisode Akumajō Dracula X: Chi no Rondo, dont il constitue la suite directe.
Le jeu a été adapté en 1998 sur Saturn (sorti au Japon uniquement) et réédité en 2007 sur Xbox 360, via le Xbox Live Arcade.

## Histoire
L'histoire se déroule 5 ans après les évènements de Rondo of Blood. Richter Belmont a mystérieusement disparu et sa belle-sœur Maria Renard part à sa recherche. Sa quête la mène en Transylvanie, où le château de Dracula, qui n'est censé réapparaître qu'une fois par siècle, est réapparu. Cette réapparition provoque le réveil d'Alucard, qui s'est plongé dans un profond sommeil depuis les évènements de Dracula's Curse. Inquiet, celui-ci pénètre dans la demeure de son père et y rencontre la Mort, qui lui dérobe son équipement après l'avoir mis en garde sur son opposition à son père, et Maria Renard, qui n'a pas encore retrouvé Richter.
Au cours de ses pérégrinations, le joueur en apprend un peu plus sur l'opposition entre Alucard et son père : s'il reste un fils de vampire, il est aussi le fils de Lisa, une humaine condamnée à mort par l'Inquisition pour avoir aimé le vampire, faisant d'elle une sorcière. C'est sa mort qui poussa Dracula à haïr l'humanité et à vouloir son extermination totale. Mais contrairement à son père, Alucard n'en a jamais voulu à l'humanité et s'est rallié à Trevor Belmont pour l'empêcher de mener son but à bien. Par la suite, il s'est plongé dans un sommeil éternel afin d'échapper à sa nature vampirique.
Lorsqu'il atteint le Colisée, Alucard découvre avec stupeur que Richter est devenu le propriétaire du château. Il en informe Maria, qui ne le croit pas pendant un temps mais qui, après avoir appris elle-même la vérité, lui donne des lunettes magiques qui lui permettront de voir le mal sous n'importe quelle forme. Peu après, Alucard arrive à la salle du trône et y trouve Richter, proclamant que c'est lui qui a fait réapparaître le château et compte ressusciter Dracula afin que son combat contre lui soit éternel. Mais grâce aux lunettes magiques, Alucard découvre que le Belmont est manipulé par Shaft, le prêtre de Dracula du précédent opus.
Shaft s'enfuit dans une copie du château se situant au-dessus de l'original. Après avoir mis Richter en sécurité avec Maria, Alucard poursuit le prêtre à travers l'autre château. Il y trouve d'abord la Mort, qu'il vainc, avant de retrouver Shaft. Il tue ce dernier, mais apprend qu'il a déjà ressuscité Dracula. Père et fils se confrontent alors, s'accusant réciproquement de ne pas partager le même ressenti sur les humains et sur la mort de Lisa. Mais les mots cèdent vite la place à un terrible combat, se soldant sur un parricide. Mais avant de disparaître, Dracula se rend compte de l'erreur qu'il a fait en tuant les humains et que ce n'est pas ce que son épouse voulait, au grand désespoir d'Alucard qui ne peut que voir son père mourir dans le regret.
Alors que les deux châteaux disparaissent, Alucard retrouve Richter et Maria au dehors, sains et saufs. Richter se désole que ses actes, bien qu'involontaires, aient conduit Alucard à tuer son propre père, mais celui-ci le rassure en affirmant qu'il avait ses propres raisons. Le demi-vampire se résigne ensuite à retourner à son sommeil éternel, mais Maria lui court après pour l'en empêcher, par amour.

## Description

### Système de jeu
Le jeu fait prendre un tournant à la série en développant un côté RPG, dont une ébauche était déjà apparue dans Castlevania II: Simon's Quest, avec un système de montée en puissance fondé sur l'expérience, de niveaux, de sorts et de nombreux objets et armes à récolter. L'exploration du château s'appuie sur une architecture à la Metroid où certaines zones ne sont accessibles qu'après la destruction de blindages caractérisés le plus souvent par des boss, ce qui nécessite à plusieurs reprises de revenir sur ses pas après avoir obtenu des techniques particulières, comme celle du double saut qui permet de sauter une deuxième fois en étant en l'air.
De plus, chaque arme offre à Alucard un style de combat particulier. C'est encore un changement important en comparaison aux précédents opus : le joueur n'est plus limité à une seule et même arme principale du début à la fin (auparavant le fouet) et Alucard peut donc désormais manier des épées courtes, longues, lourdes à deux mains, des katanas, des couteaux, des massues, des armes de jet et des bâtons qui modifient et varient en conséquence la jouabilité.
Les compétences et techniques s'obtiennent progressivement selon une montée progressive de la difficulté.
On retrouve dans ce Castlevania des manipulations habituellement réservées aux jeux de combats. En effet, les magies ne s'utilisent pas à l'aide d'un simple raccourci. Il faut effectuer une combinaison de touches à base de demi-cercles sur la manette pour lancer un sort. Il n'est ainsi pas nécessaire de passer par un menu, ce qui aurait ralenti l'action du jeu.
Symphony of the Night a été un précurseur : une majorité des épisodes suivants reprendront effectivement un côté RPG et gestion d'inventaire (Castlevania: Circle of the Moon, Castlevania: Harmony of Dissonance et Castlevania: Aria of Sorrow, sur GBA, Castlevania: Dawn of Sorrow sur Nintendo DS, et de manière moins évidente dans Castlevania: Curse of Darkness).
Contrairement à la majorité des épisodes précédents, le contrôle du personnage est devenu souple : tout comme dans Super Mario Bros. ou Shadow Warriors bien des années avant, les sauts peuvent être dosés et la trajectoire en vol est modifiable afin de ne plus suivre de trajectoires strictement paraboliques qui interdisent la réactivité en cas de déplacement ennemi. De plus, l'utilisation des armes et magies est très rapide et réactive, contrairement au classique fouet. Ces deux points (critiqués mais au cœur du gameplay d'origine) ont permis à cet épisode d'attirer un public plus large[réf. nécessaire]. Enfin, quelques mouvements supplémentaires achèvent cette transformation : l'esquive vers l'arrière et le coup de pied en plein saut qu'on retrouvera dans tous les Castlevania en 2D par la suite. À noter la possibilité de se transformer en loup, chauve-souris, brume...

### Graphismes et design des protagonistes
Le style gothique côtoie un style plus romain (comme le niveau du Colisée) sur une quinzaine de niveaux différents et des lieux classiques de la série sont visibles. Certaines zones bénéficient de beaucoup d'effets de lumières. Cependant, les qualités principales de la partie graphique résident dans l'animation et dans les personnages.
Alucard se déplace à grande allure et librement dans tout l'écran, les adversaires rencontrés ont tous une posture, une démarche et un style qui leur est propre. Les magies et coups spéciaux sont fluides, tout cela étant soutenu par un character design de très bonne facture. D'ailleurs, ce jeu verra l'entrée pour quelques épisodes d'Ayami Kojima en tant que character designer. Il existe une mini-bd (dessinée par Kojima) mettant en scène le réveil d'Alucard. Les artworks qui apparaissent lors des rares conversations sont fins et très bien réalisés, et le bestiaire est très diversifié, car il reprend la majorité des ennemis rencontrés dans les épisodes précédents tout en ajoutant les siens.

### Les musiques
La bande originale du jeu a été composée par Michiru Yamane. Elle est constituée de quantité d'instruments et de styles musicaux différents. Les plus notables sont le clavecin grand siècle de la piste 11 Wood Carving Partita, la flute onirique sur fond jazzy de la piste 16 Crystal Teardrop Underground, l'orgue et les chœurs de la 15 Requiem for the Gods évoquant Bach, La valse au piano Dance of Pales, ou encore la trompette et la guitare de la piste 24 Wandering Ghosts, d'inspiration à la fois romaine et jazzy. On peut encore citer le thème des tours de l'horloge, Tragic Prince, d'inspiration metal symphonique (mélange de classique et de rock), celui des catacombes, Rainbow Cemetery, là encore assez jazzy, et enfin le thème du château à l'envers Lost Painting, mêlant new age et musique japonaise traditionnelle.

## Portages
Symphony of the Night a été porté sur Saturn par Konami CE Nagoya.
La version Xbox 360, distribuée en téléchargement via le Xbox Live Arcade, a été réalisée par le studio canadien de Backbone Charlottetown (sous le label Digital Eclipse). La version PlayStation est disponible pour PSP et PS3 via le PlayStation Network américain depuis juillet 2007, et sur le PlayStation Network européen depuis octobre 2012. Une version est également déblocable dans Castlevania: The Dracula X Chronicles (remake de Akumajō Dracula X: Chi no Rondo) sur PSP, version traduite en français (contrairement aux versions originales sorties à l'époque et aux versions dématérialisées), et qui permet de jouer avec le personnage de Maria. Cette version permet également d'opter pour les voix originales japonaises. Cette version sort sur PS4 en 2018 sous le nom Castlevania Requiem.